# Gimme Danger
Pour les articles homonymes, voir Gimme.
Pour plus de détails, voir Fiche technique et Distribution.
Gimme Danger est un film documentaire américain écrit et réalisé par Jim Jarmusch et sorti en 2016. Le sujet du film est le groupe de rock The Stooges et son leader Iggy Pop.
Le film est sélectionné pour être projeté dans la section « Séances de minuit » au Festival de Cannes 2016.

## Fiche technique
- Titre : Gimme Danger
- Réalisateur : Jim Jarmusch
- Scénario : Jim Jarmusch
- Photographie : Tom Krueger
- Montage : Adam Kurnitz, Affonso Gonçalves
- Son : Robert Hein
- Dates de sortie :
  - France : 19 mai 2016 (Festival de Cannes)
  - France : 1er février 2017 (sortie nationale)

## Distribution
- Jim Osterberg, Iggy Pop : lui-même
- Ron Asheton : lui-même
- Mike Watt : lui-même
- Danny Fields (en) : lui-même
- Scott Asheton : lui-même
- James Williamson : lui-même
- Kathy Asheton : elle-même
- Steve Mackay : lui-même